# Arvicanthis rufinus
Arvicanthis rufinus är en gnagare i släktet gräsråttor som först beskrevs av Temminck 1853.
Denna gnagare blir 115 till 177 mm lång (huvud och bål), har en 127 till 146 mm lång svans och väger 59 till 168 g. Håren på ovansidan är gula nära huden, rödbrun i mitten och svart vid spetsen. Det ger ryggen en brun- till svartbrun färg. På kroppens sidor är pälsen mera rödaktig och undersidan är täckt av ljusgrå till vit päls. Även svansen har en mörk ovansida och en ljus undersida. Huvudet kännetecknas av en kort och rund nos samt av rödaktiga runda öron. Gräsråttans lillfinger är påfallande kort men den är inte rudimentär.
Zoologiska expeditioner hittade arten i Benin och Ghana. Enligt obekräftade berättelser har den ett större utbredningsområde i västra Afrika vid Guineabukten från västra Nigeria till Sierra Leone och Guinea. Arvicanthis rufinus vistas i savanner och dessutom besöks jordbruksmark och grästäckta gläntor i regnskogar.
Denna gnagare har antagligen samma levnadssätt som andra gräsråttor.
IUCN listar arten som livskraftig (LC).